# ひがしねあそびあランド
ひがしね あそびあランドは、山形県東根市にある屋外遊戯施設。正式名称は東根市子どもの遊び場。

## 概要
2013年5月5日に開園した遊戯施設である。事業費は5億7700万円。

## 沿革
- 2009年（平成21年）9月 - 東根市子どもの遊び場市民検討委員会設置。
- 2009年（平成21年）12月 - 基本構想・基本設計実施。
- 2010年（平成22年）- 2012年（平成24年） - 用地買収。工事。
- 2013年（平成25年）5月５日 - オープン。

## 施設概要
- 幼児広場ゾーン
  - 幼児広場
  - ふわふわドーム
  - らくがき広場
  - 管理棟
- 斜面ゾーン
  - 斜面広場
  - しばふ広場
  - 多目的広場
- シンボルゾーン
  - 大型ネット遊具
  - ふんすい広場
  - 屋外ステージ
- 冒険広場ゾーン
  - どろんこ広場
  - がらくた広場
  - 井戸
  - プレイリーダーハウス
- 農業体験ゾーン
  - みのりの広場
  - 田んぼ

## 開園時間・休園日
開園時間
- 4月1日 - 9月30日：9：00 - 18：00
- 10月1日 - 3月31日：9：00 - 16：00

休園日
- 毎月第2水曜日（祝日の場合は翌日。）※8月のみ第4水曜日
- 12月28日 - 1月4日

## アクセス
JR奥羽本線・さくらんぼ東根駅から車で約4分、徒歩で約40分
駐車場あり（88台（他に障害者用3台分））

## 周辺
- 東根市民体育館
- 東根大森工業団地